# Stövsländor
Stövsländor (Psocoptera) är en ordning i klassen insekter. Ungefär 4 400 arter är kända varav 82 har påträffats i Norden. Numera anser man att ordningen är parafyletisk. För att det ska bildas en monofyletisk grupp så måste även djurlössen inkluderas.

## Kännetecken
Stövsländor når vanligtvis en kroppslängd mellan 0,7 och 10 millimeter. Den största arten är Thyrsophorus metallicus. Kännetecknande är vingarnas uppbyggnad. Den bakre delen av de största vingarna är krokformig böjd. Hos honorna finns vingarna ofta bara rudimentärt eller saknas helt. Även om de har vingar så springer de hellre än de använder vingarna när de blir skrämda. Ett annat kännetecken är den stora välvda munskölden och de långa smala antennerna.

## Levnadssätt
Stövsländorna lever av alger, svampar, lavar, förmultnande växtdelar, pollen och ibland också på rester av små leddjur. Man hittar dem i många olika miljöer. Många arter betar alger och lavar på barken eller på löven eller barren i buskar och träd. Andra arter lever på lägre vegetation, i markskiktets förna eller i fågelbon. Vissa arter lever inomhus i bostäder, förråd eller källare. De har förmåga att uppta vatten från luftens vattenånga, vilket gör att de kan leva i ganska torra miljöer. Stövsländor har ofullständig förvandling och har utvecklingsstadierna ägg, nymf och fullvuxen. Enstaka utomnordiska arter föder dock levande ungar. Både sexuell förökning och jungfrufödsel kan förekomma, även inom samma art. 

## Systematik
Som tidigare nämnts så bör stövsländor och djurlöss betraktas som en gemensam grupp. Denna kallas för Psocodea. De närmaste släktingarna bland de andra insektsordningarna är tripsar och halvvingar.
Stövsländor delas in i tre underordningar som visar olikheter i antennernas segmentantal och extremiteternas uppbyggnad.

### Trogiomorpha
Dessa djur har långa antenner med 22 till 50 segment som lätt kan brytas av. Deras fötter består av tre segment och de bakre extremiteterna är tjockare. Arter av denna djurgrupp hittas ofta i hus. Det finns 9 nordiska arter.

### Troctomorpha
Ny forskning visar att djurlössen måste ingå i denna underordning för att bilda en monofyletisk djurgrupp.
Antennerna på dessa djur har 15 segment. Fötterna har tre segment och ögonen är små.  En känd art i djurgruppen är boklusen (Atropos pulsatorius). Det finns 10 nordiska arter (djurlössen ej räknade).

### Psocomorpha
De flesta europeiska arter ingår i djurgruppen Psocomorpha. Deras antenner består alltid av 13 segment och deras fötter av två eller tre segment. Ögonen är stora och utstående. Det finns 62 nordiska arter. 